# Kim Dong-min
Đây là một tên người Triều Tiên, họ là Kim.
Kim Dong-min (sinh ngày 16 tháng 8 năm 1994) là một cầu thủ bóng đá Hàn Quốc thi đấu cho Incheon United.